# Szecsuani juhar
A szecsuani juhar (Acer henryi) a szappanfavirágúak (Sapindales) rendjébe és a szappanfafélék (Sapindaceae) családjába tartozó faj.

## Elterjedése
Közép-Kína hegyvidéki erdeiben honos.

## Leírása
Terebélyes, 15 méter magas lombhullató fa. Kérge szürke, feltűnő paraszemölcsökkel. A levelek három elliptikus, nem vagy fűrészes levélkéből összetettek. A kihegyesedő levélkék 10 cm hosszúak, 4 cm szélesek. Felszínük sötétzöld, fonákjuk többnyire molyhos. Ősszel égővörösre színeződnek. Virágai aprók, sárgásak, keskeny 20 cm hosszú fürtökben lombfakadás előtt nyílnak. A termése zöld, 2,5 cm hosszú párhuzamosan álló termésszárnyú ikerlependék, amely pirosra érik.

## Képek

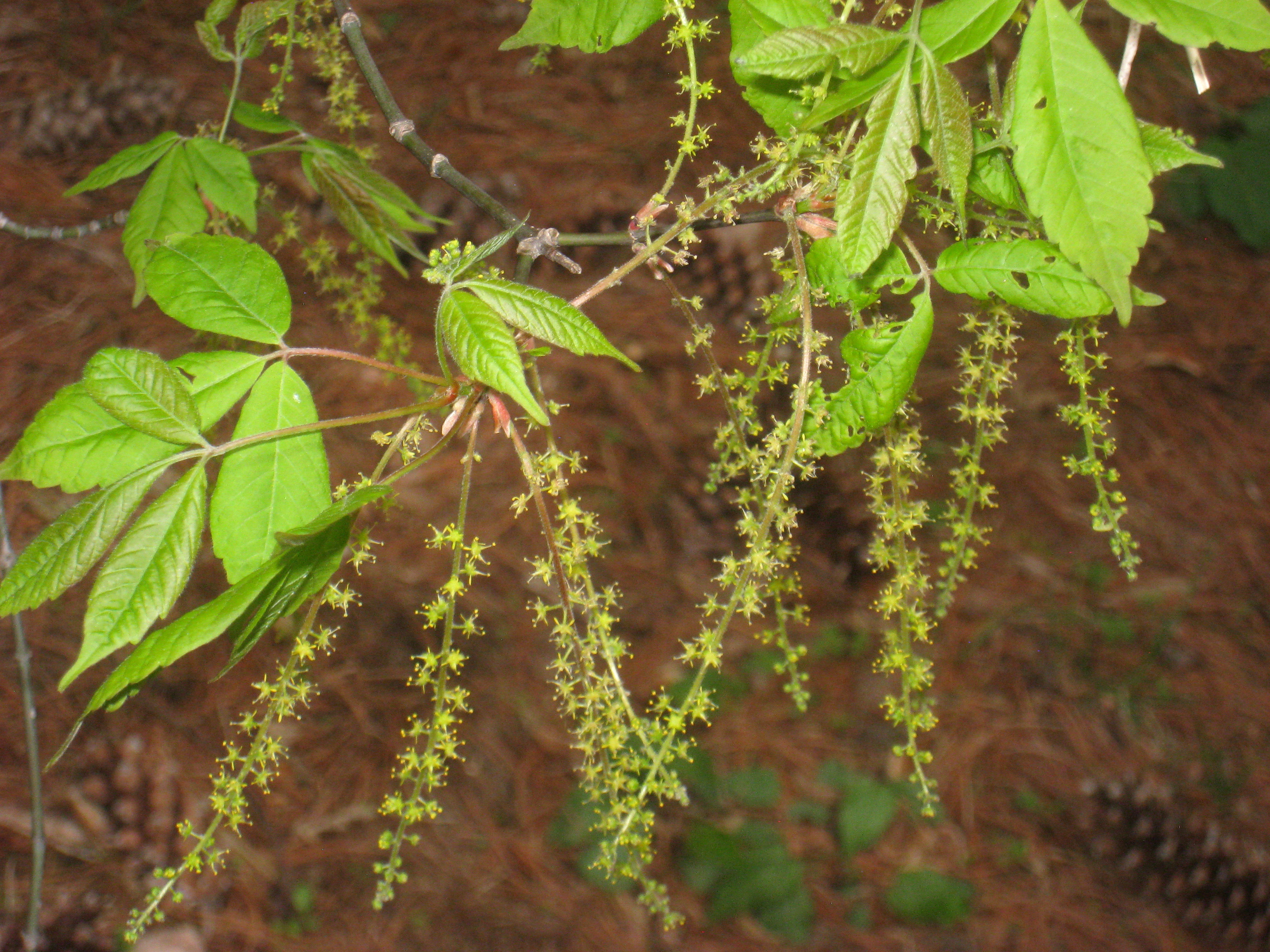
Virágzatai
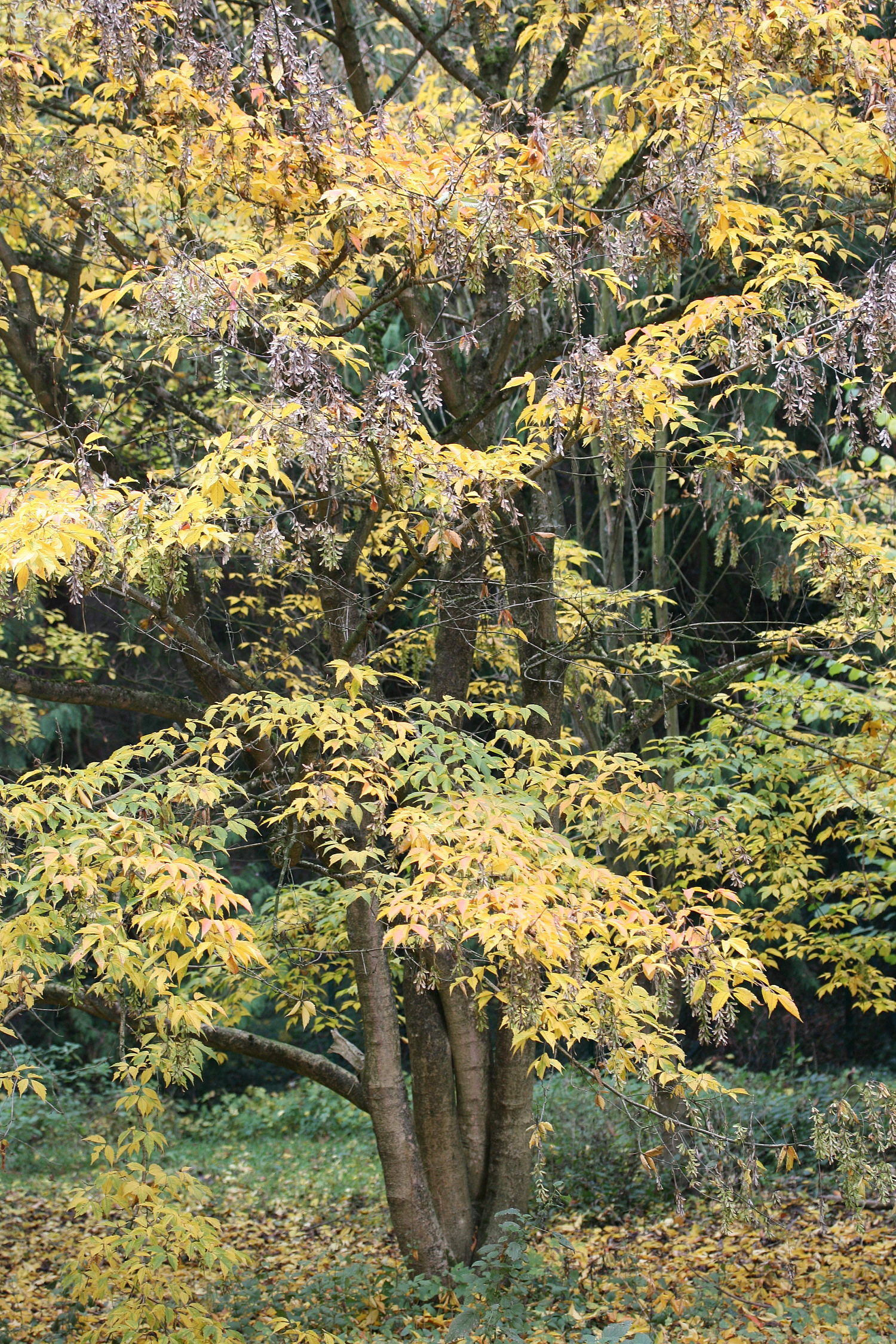
Habitusa